# ويلسون لويد بيفان
ويلسون لويد بيفان (بالإنجليزية: Wilson Lloyd Bevan)‏ هو مؤرخ أمريكي، ولد في 17 يونيو 1866 في مقاطعة بالتيمور في الولايات المتحدة، وتوفي في 8 أبريل 1935.